# Murtijapur
Murtijapur là một thành phố và là nơi đặt hội đồng đô thị (municipal council) của quận Akola thuộc bang Maharashtra, Ấn Độ.

## Nhân khẩu
Theo điều tra dân số năm 2001 của Ấn Độ, Murtijapur có dân số 38.551 người. Phái nam chiếm 51% tổng số dân và phái nữ chiếm 49%. Murtijapur có tỷ lệ 76% biết đọc biết viết, cao hơn tỷ lệ trung bình toàn quốc là 59,5%: tỷ lệ cho phái nam là 80%, và tỷ lệ cho phái nữ là 72%. Tại Murtijapur, 13% dân số nhỏ hơn 6 tuổi.